# Собеский, Себастьян (ум. 1557)
Себа́стьян Собе́ский (пол. Sebastian Sobieski; ок. 1486 — 1557) — польский шляхтич герба «Янина», младший сын Станислава Собеского и Маргариты Кржинецкой.

## Биография
В 1516 году в Люблине женился на Барбаре Гельжевской (ок. 1497/1499 — после 1536) и переехал из родного Собешина в долину реки Гелчев. У супругов родились три сына и одна дочь:
- Николай, умер бездетным
- Станислав, родоначальник шляхетской линии рода Собеских
- Ян — родоначальник королевской линии рода Собеских
- Анна — жена Яна Гоздецкого

Себастьян Собеский считается прародителем рода Собеских герба «Янина», из которого происходил, в частности, король Речи Посполитой Ян III Собеский.